# Maven Huffman
Pour les articles homonymes, voir Huffman.
Maven Klint Huffman (né le 26 novembre 1976 à Crimora, Virginie), plus connu sous le nom de Maven, est un catcheur (lutteur professionnel) américain. Il est essentiellement connu pour son travail à la World Wrestling Entertainment (WWE) où il est vainqueur de la 1re saison de WWE Tough Enough et remporte à trois reprises le championnat hardcore de la WWE.

## Carrière

### World Wrestling Federation / Entertainment(2001-2005)

#### Raw(2001-2005)
Après avoir remporté WWE Tough Enough en 2001, Maven fait ses débuts en tant que superstar de la WWE au Royal Rumble 2002 entrant en 11e position et élimine The Undertaker, avant que ce dernier, énervé, remonte sur le ring et élimine à son tour Maven. Le 28 janvier, il perd face à Chris Jericho pour le WWE Undisputed Championship. Peu de temps après, à Smackdown, il bat l'Undertaker grâce à des interventions d'Al Snow et The Rock pour remporter le WWE Hardcore Championship. Le 28 février 2002, il perd le titre face à Goldust. Le 12 mars 2002, il regagne son titre face à son ex-mentor de WWE Tough Enough, Al Snow. Maven perd ce titre lors de WrestleMania X8 au profit de Spike Dudley alors que Maven affrontait Goldust. Il regagne son titre dans la même soirée face à Christian alors que ce dernier rentrait dans un taxi. Le Smackdown suivant WrestleMania X8, il perd le titre face à Raven. Maven participe au Royal Rumble 2003 en entrant en 26e position mais se fait encore éliminer par The Undertaker. Il catche ensuite à WWE Heat. En mars, lors d'une édition de WWE Heat, il obtient un match face à Triple H pour le WWE World Heavyweight Championship, match qu'il perd.
En 2004, il est mis en avant, grâce notamment à une victoire sur Batista. Lors des Survivor Series 2004, il fait partie de l'équipe composée de Randy Orton, Chris Benoit, Chris Jericho et lui-même face à l'équipe composée de Triple H, Edge, Batista et Gene Snitsky avec comme stipulation que l'équipe gagnante dirigera RAW pendant un mois. Il se fera cependant attaquer dans les vestiaires par ce dernier avant le match. Lorsque Chris Benoit se fera éliminer, il rejoindra quand-même le match mais se fera éliminer par Triple H. Randy Orton gagnera le match pour son équipe. Maven dirigera le premier RAW après les Survivor Series, s'organisant un match face à Triple H pour le WWE World Heavyweight Championship, match qu'il perdra à cause d'une intervention de Gene Snitsky et Ric Flair. Il fera un Heel-Turn deux semaines plus tard en tabassant Eugene car ce dernier l'avait éliminé d'une Battle Royal.
Maven rentre ensuite en rivalité avec Shelton Benjamin pour le WWE Intercontinental Championship. L'apogée de leur rivalité a lieu lors de New Year's Revolution en 2005. Il perdra le match en quelques secondes grâce à un Roll-Up. Il ira ensuite se plaindre que cela ne compte pas et demande un autre match. Shelton Benjamin accepte. Maven reperdra en quelques secondes à cause d'une T-Bone Suplex de Shelton Benjamin.
Il entamera ensuite une alliance non officielle avec Simon Dean. L'équipe prend fin quand Simon Dean est envoyé à Smackdown, Maven, lui est renvoyé le 5 juillet 2005.

### Circuit indépendant et télé-réalité (2005 - )
Quelques mois après avoir été renvoyé de la WWE, il participe à la saison 6 de l'émission de Télé-Réalité, The Surreal Life. Il travaillera ensuite dans le circuit indépendant dont la United Wrestling Federation.

## Palmarès
- Pro Wrestling Illustrated
  - PWI Rookie of the Year (2002)
- World Wrestling Federation
  - WWF Hardcore Championship (3 fois)
  - WWF Tough Enough I avec Nidia Guenard